# مردی بالای صلیب
مردی بالای صلیب نام رمانی است که توسط میکا والتاری، نویسندهٔ اهل فنلاند نوشته شده‌است.